# Teatro Jovellanos (Gijón)
|  | Aquest article tracta sobre el teatre de Gijón; pel de Barcelona, vegeu l'article Teatre de Jovellanos. |

El Teatro Jovellanos de Gijón és un espai teatral situat en el passeig de Begoña de Gijón, (Astúries). Projectat per l'arquitecte Mariano Marín i inaugurat el juliol de 1899 amb el nom de Teatro Dindurra, té un estil eclèctic. Actualment disposa de 1.198 localitats.